# Io (mitologia grecka)
Io (stgr. Ἰώ Iṓ, łac. Io) – w mitologii greckiej jedna z nimf; kapłanka Hery w Argos; ukochana boga Zeusa.
Io utożsamiana była z Izydą, egipską boginią matką, siostrą-żoną Ozyrysa, a także, po śmierci, z boginią księżyca, wizerunki której wyobrażają kobietę o rogach ze złota.

## Przodkowie
Opowieścią o Io Jan Parandowski zaczyna swój opis legend argolidzkich. W krainie tej główną rzeką był Inachos, strumień o kamienistym łożysku, skłonny do wysychania. Tenże strumień miał swojego boga, noszącego takie samo imię Inachos, pochodzącego od Okeanosa i Tethys. Tenże Inachos spłodził córkę imieniem Io.
| Uranos  | Uranos  | Uranos  | Uranos  | Uranos  | Uranos  |         |         |          |          |          |          | Gaia     | Gaia     | Gaia   | Gaia   | Gaia      | Gaia      |           |           |           |           |  |  |        |        |        |        |        |        |  |  |
| Uranos  | Uranos  | Uranos  | Uranos  | Uranos  | Uranos  |         |         |          |          |          |          | Gaia     | Gaia     | Gaia   | Gaia   | Gaia      | Gaia      |           |           |           |           |  |  |        |        |        |        |        |        |  |  |
|         |         |         |         |         |         |         |         |          |          |          |          |          |          |        |        |           |           |           |           |           |           |  |  |        |        |        |        |        |        |  |  |
|         |         |         |         |         |         |         |         |          |          |          |          |          |          |        |        |           |           |           |           |           |           |  |  |        |        |        |        |        |        |  |  |
| Okeanos | Okeanos | Okeanos | Okeanos | Okeanos | Okeanos |         |         |          |          |          |          | Tethys   | Tethys   | Tethys | Tethys | Tethys    | Tethys    |           |           |           |           |  |  |        |        |        |        |        |        |  |  |
| Okeanos | Okeanos | Okeanos | Okeanos | Okeanos | Okeanos |         |         |          |          |          |          | Tethys   | Tethys   | Tethys | Tethys | Tethys    | Tethys    |           |           |           |           |  |  |        |        |        |        |        |        |  |  |
|         |         |         |         |         |         |         |         |          |          |          |          |          |          |        |        |           |           |           |           |           |           |  |  |        |        |        |        |        |        |  |  |
|         |         |         |         |         |         | Inachos | Inachos | Inachos  | Inachos  | Inachos  | Inachos  |          |          | Melia  | Melia  | Melia     | Melia     | Melia     | Melia     |           |           |  |  |        |        |        |        |        |        |  |  |
|         |         |         |         |         |         | Inachos | Inachos | Inachos  | Inachos  | Inachos  | Inachos  |          |          | Melia  | Melia  | Melia     | Melia     | Melia     | Melia     |           |           |  |  |        |        |        |        |        |        |  |  |
|         |         |         |         |         |         |         |         |          |          |          |          |          |          |        |        |           |           |           |           |           |           |  |  |        |        |        |        |        |        |  |  |
|         |         |         |         |         |         |         |         |          |          |          |          |          |          |        |        |           |           |           |           |           |           |  |  |        |        |        |        |        |        |  |  |
| Io      | Io      | Io      | Io      | Io      | Io      |         |         | Foroneus | Foroneus | Foroneus | Foroneus | Foroneus | Foroneus |        |        | Ajgialeus | Ajgialeus | Ajgialeus | Ajgialeus | Ajgialeus | Ajgialeus |  |  | Fegeus | Fegeus | Fegeus | Fegeus | Fegeus | Fegeus |  |  |

Inna wersja mitu widzi w ojcu Io Iasosa, władcę Argos.

## Miłość Zeusa

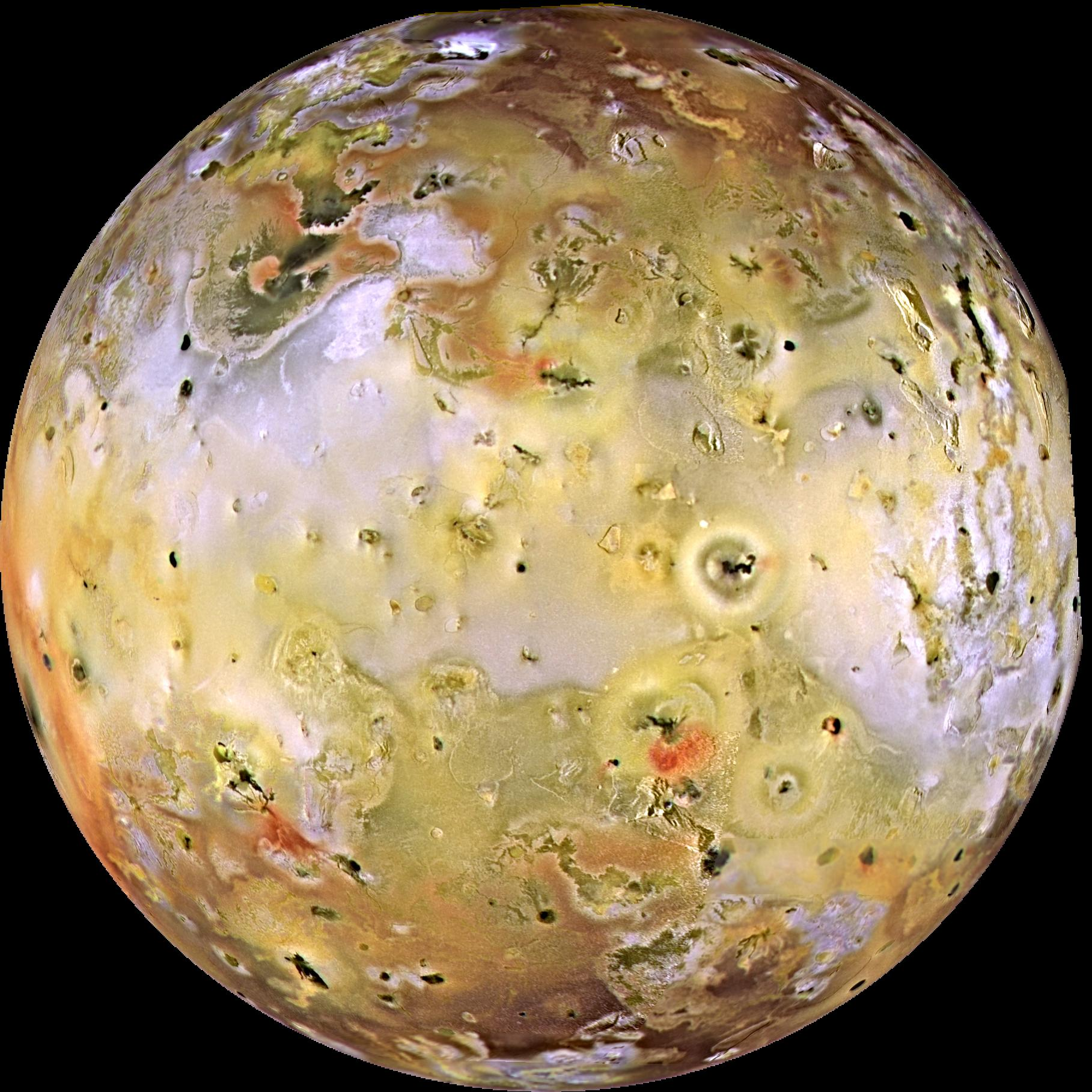
Imieniem Io nazwano jeden z księżyców Jowisza

Io została kapłanką w Argos. Io była bardzo piękną kobietą, w efekcie czego zapałał do niej miłością Zeus, najwyższy bóg mitologii greckiej, który wielokrotnie zawierał związki także z kobietami śmiertelnymi.

## Gniew Hery
Zeus nie chciał, by jego związek z Io ujrzał światło dzienne. Otaczał więc okolicę chmurą.
Z mitem Io wiąże się wątek przemienienia w krowę. Jedna z wersji mitu mówi, że to Zeus sam wpierw uczynił z Io jałówkę, a dopiero potem z nią współżył, aby Hera nie dowiedziała się o jego niewierności, była bowiem zazdrosna o męża. Motyw przemiany częsty jest w mitach o podbojach miłosnych Zeusa. Często to Zeus przybiera jakąś odmienną od swej zwykłej formę (łabędzia, złotego deszczu), niekiedy to jednak jego wybranka ulega metamorfozie. W podobny sposób Kallisto stała się niedźwiedzicą.
Hera nie dała się jednak oszukać swemu niewiernemu małżonkowi. Dojrzała go rozmawiającego wesoło z Io w chmurze. Wedle jednej z wersji to ona zamieniła Io w krowę. Zażądała od męża, aby rzeczona jałówka została złożona jej w ofierze. Otrzymawszy Io, Hera umieściła Io w świątyni, przy niej zaś postawiła straż w postaci potwora, Argosa o stu oczach. Parandowski pisze, że nie spał on w ogóle, nawet zaś jeśli potwór kiedyś spał, to tylko połową oczu, jak to i dzisiaj czynią niektóre morskie ssaki.
Zeus chciał pomóc uwięzionej kochance. Poprosił o rozwiązanie tej sytuacji Hermesa. Ten ostatni wykazał się sprytem. Odwiedził Argosa w nocy. Jął opowiadać strażnikowi bajki melodyjnym głosem i tym sposobem uśpił go. Hermes odciął bestii głowę i uwolnił Io, jednak zazdrość Hery nie skończyła się jeszcze. Aby uprzykrzyć życie kochance swego męża, posłała ku niej gza czy też bąka. Dokuczliwy owad wżerał się Io w bok, dokuczliwie ją kąsał, powodując krwawiące rany (córka Inachosa cały czas pozostawała wtedy pod postacią jałówki). Dokuczliwe zachowanie gza doprowadziło Io do szału, w rezultacie czego błąkała się ona długie miesiące, nie mogąc odpocząć od natręta. Przebiegła tak cały świat. Przebyła w końcu Bosfor, nazwany tak na jej cześć właśnie – Bosfor oznacza bowiem przeprawę krowy. W ciągu swej podróży napotkała Io tytana Prometeusza, cierpiącego u skał Kaukazu, który wyjawił jej, jaka przyszłość ją czeka. Pisze  o tym Ajschylos.

## Potomkowie
Jeszcze dalej pognała Io do Egiptu. Klęknęła tam na kolana i poczęła się modlić do swego kochanka, by uczynił ją na powrót kobietą. W kraju tym odzyskała w końcu dawną postać. Urodziła tam chłopca, była bowiem z Zeusem w ciąży. Synowi nadano imię Epafos. Został on królem Egiptu.
| Io | Io | Io | Io | Io | Io |        |  |  |  |  |  | Zeus | Zeus | Zeus | Zeus | Zeus | Zeus |
| Io | Io | Io | Io | Io | Io |        |  |  |  |  |  | Zeus | Zeus | Zeus | Zeus | Zeus | Zeus |
|    |    |    |    |    |    |        |  |  |  |  |  |      |      |      |      |      |      |
|    |    |    |    |    |    | Epafos |  |  |  |  |  |      |      |      |      |      |      |

Epafos ten miał córkę Libię, postać eponimiczną Afryki Północnej. Rzeczoną Libię uznaje się niekiedy za córkę Io.